# USS Shad (SS-235)
Pour les autres navires du même nom, voir USS Shad.
L'USS Shad (SS-235) est un sous-marin de la classe Gato construit pour l'United States Navy pendant la Seconde Guerre mondiale.
Sa quille est posée le 24 octobre 1941 au chantier naval Portsmouth Naval Shipyard de Kittery, dans le Maine. Il est lancé le 15 avril 1942, parrainé par Mme Priscilla Alden Dudley et mis en service le 12 juin 1942, sous le commandement du lieutenant commander Edgar J. MacGregor III.

## Historique
Après sa mise en condition au large des côtes de la Nouvelle-Angleterre, le Shad mène ses premières patrouilles dans l'Atlantique Nord, naviguant de l'Afrique de l'Ouest au nord de la Norvège. Il coule durant cette période un dragueur de mines auxiliaire allemand, un forceur de blocus italien et endommage également un marchand allemand transportant des minerais.
En septembre 1943, il est transféré dans le Pacifique au cours duquel il effectue six patrouilles de guerre. Il opère notamment au large des îles japonaises et de Taïwan vers la fin de la guerre, endommageant un certain nombre de cargos (plusieurs d'entre eux seront coulés, notamment le Kaibokan Ioshima) et perturbant la logistique japonaise,.
Retiré du service en 1947, il est employé en tant que navire-école de la réserve navale dans le premier district naval jusqu'au 1er avril 1960, date à laquelle il est vendu pour démolition la même année à la société Luria Brothers de Kearny, dans le New Jersey.

## Décorations
Le Shad  a reçu six battle stars pour son service pendant la Seconde Guerre mondiale.